# Седов, Иван Викторович

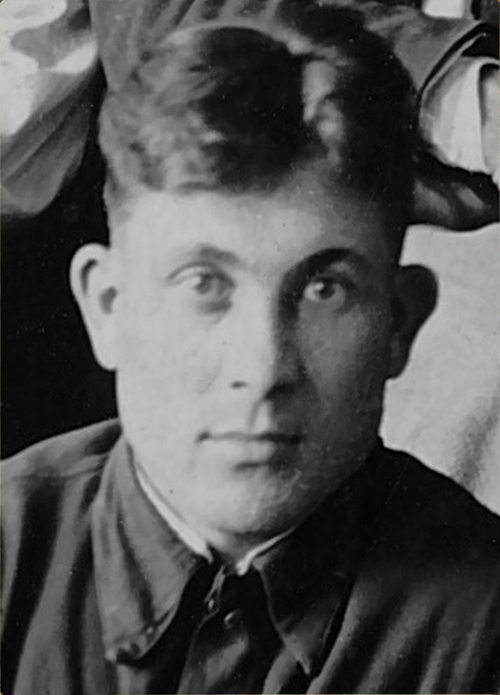
Седов И. В.

Иван Викторович Седо́в (11 декабря 1913, хутор Шуруповский, Усть-Медведицкий округ, Область Войска Донского — 24 октября 1944, Надькалло, Венгрия) — старший лейтенант Рабоче-крестьянской Красной Армии, участник Великой Отечественной войны, Герой Советского Союза (1945).

## Биография
Иван Седов родился 11 декабря 1913 года на хуторе Шуруповский (ныне — Фроловский район Волгоградской области). После окончания четырёх классов школы работал на машинно-тракторной станции. В 1937—1939 годах проходил службу в Рабоче-крестьянской Красной Армии, окончил курсы младших воентехников. В августе 1941 года Седов повторно был призван в армию и направлен на фронт Великой Отечественной войны.
С 23 по 24 ноября 1942 года командир танка 310 танкового батальона 109 танковой бригады лейтенант Седов со своим экипажем принимал участие в трех атаках в районе хутора Вертячий. Искусно маневрируя на поле боя, примеряясь к местности, вышел впереди группы танков и по радио корректировал огонь остальных танков, находящихся на поле боя, находясь в танке более 20 часов. К концу дня 24.11.1942 года достиг рубежа, что в полкилометра северо-западнее Вертячего. В трех атаках уничтожено 7 орудий, 5 пулеметов, 2 ДЗОТ, 90 солдат и офицеров. Приказом войскам донского фронта от 16.11.1942 г. от имени Президиума Верховного Совета Союза ССР, за образцовое выполнение боевых заданий Командования на фронте борьбы с немецкими захватчиками и проявленные при этом доблесть и мужество лейтенант Седов Иван Викторович награждён орденом «Красного Знамени».
Старший лейтенант Седов Иван Викторович приказом шестому гвардейскому кавалерийскому корпусу от 6.08.1944 г № 021/ Н награждён Орденом «Отечественной Войны Первой степени». Из наградного листа известно о подвиге следующее: "в бою с немецкими захватчиками 26.07.1944 г. при выполнении боевой задачи овладеть деревней П-Горой, выводя танки, проявил мужество и героизм. Выполняя функцию одновременно командира танка Седов подавил, ворвавшись в деревню, 4 вражеских орудия среднего калибра, 1 зенитное орудие, одну легковую машину, до 30 повозок с лошадьми, а также уничтожил до 40 гитлеровцев. Овладев деревней П-Горой, товарищ Седов, несмотря на то, что ему помощи никто не оказывал, целый день удерживал д. П-Горой в своих руках, несмотря на неоднократные контратаки противника. Седов за умелое руководство танком, который нанес противнику большие потери: разгромил обоз противника, уничтожил 12 орудий и свыше 100 гитлеровцев.
К октябрю 1944 года старший лейтенант Иван Седов командовал ротой 250-го танкового полка 13-й гвардейской кавалерийской дивизии 6-го гвардейского кавалерийского корпуса 2-го Украинского фронта. Отличился во время освобождения Венгрии. 24 октября 1944 года рота Седова во время боя за венгерский город Надькалло приняла бой с 20 танками противника, подбив 6 из них и заставив остальные отойти. В том бою Седов погиб. Похоронен на площади в венгерском городе Балкани. Из ответа на запрос от Фроловского военкомата к Венгерскому Красному кресту известно, что после войны останки советских воинов, захороненных в д. Балкань, были перезахоронены на советском воинском кладбище в городе Ньиредьхаза.
Указом Президиума Верховного Совета СССР от 28 апреля 1945 года старший лейтенант Иван Седов посмертно был удостоен высокого звания Героя Советского Союза. Также был награждён орденами Ленина, Красного Знамени и Отечественной войны 1-й степени.